# Poromitra oscitans
Poromitra oscitans is een straalvinnige vissensoort uit de familie van grootschubvissen (Melamphaidae). De wetenschappelijke naam van de soort is voor het eerst geldig gepubliceerd in 1975 door Ebeling.